# Roar (série télévisée)
Roar ou Rugissements au Québec est une série télévisée américaine en huit épisodes d'environ 32 minutes créée par Liz Flahive et Carly Mensch. Basée sur le recueil de nouvelles du même nom de la romancière Cecelia Ahern (paru en 2018), la série a été mise en ligne le 15 avril 2022 sur Apple TV+.

## Synopsis
Chaque épisode raconte une histoire du recueil de nouvelles de Cecelia Ahern, qui met en lumière diverses expériences de femmes et la façon dont elles sont perçues par les autres.

## Distribution

### Actrices principales
- Issa Rae (VF : Fily Keita) : Wanda Shepard (épisode 1)
- Nicole Kidman (VF : Danièle Douet) : Robin (épisode 2)
- Betty Gilpin (VF : Ingrid Donnadieu) : Amelia (épisode 3)
- Cynthia Erivo (VF : Corinne Wellong) : Ambia (épisode 4)
- Merritt Wever (VF : Jessie Lambotte) : Elisa (épisode 5)
- Alison Brie (VF : Chloé Berthier) : Rebecca « Becky » Moss (épisode 6)
- Meera Syal (VF : Zaïra Benbadis) : Anu (épisode 7)
- Fivel Stewart (VF : Adeline Chetail) : Jane (épisode 8)
- Kara Hayward (VF : Zina Khakhoulia) : Millie (épisode 8)

### Acteurs secondaires
- Nick Kroll (VF : Tanguy Goasdoué) : Doug (épisode 1)
- Simon Baker (VF : Thierry Ragueneau) : Adam (épisode 2)
- Kai Lewins : Todd (épisode 2)
- Judy Davis (VF : Michèle Bardollet) : Rosey (épisode 2)
- Daniel Dae Kim (VF : Stéphane Fourreau) : Harry (épisode 3)
- Jake Johnson (VF : Jérémy Prévost) : Greg (épisode 4)
- P. J. Byrne (VF : Laurent Morteau) : Rodney (épisode 4)
- Justin Kirk (VF : Pierre Tessier) : Larry le canard (voix, épisode 5)
- Jason Mantzoukas (VF : Constantin Pappas) : Dave (épisode 5)
- Hugh Dancy (VF : Alexandre Gillet) : l'inspecteur Bobby Bronson (épisode 6)
- Chris Lowell (VF : Jonathan Amram) : l'inspecteur Chris Durst (épisode 6)
- Bernard White (VF : Omar Yami) : Vikras (épisode 7)
- Julie White (VF : Blanche Ravalec) : Barbara (épisode 7)
- Alfred Molina (VF : Gabriel Le Doze) : Silas McCall (épisode 8)

- Version française
  - Société de doublage : Dubbing Brothers
  - Direction artistique : Benoît Du Pac
  - Adaptation des dialogues : Sophie Arthuys, Rima Heleine, Nathalie Xerri, Bob Yangasa et Michel Gardet

 Source et légende : version française (VF) sur RS Doublage

## Production

### Développement
Le projet a été annoncé en août 2018, étant basé sur la collection de nouvelles Roar de Cecelia Ahern, publiée au Royaume-Uni en novembre 2018 et aux États-Unis en avril 2019. Le projet est produit par Nicole Kidman et Per Saari's et les sociétés de productions Blossom Films, Bruna Papandrea's Made Up Stories et Theresa Park.
Le 4 mars 2021, il a été annoncé que l'émission serait diffusée sur Apple TV+ sous la forme de huit épisodes de 30 minutes chacun raconté d'un point de vue féminin, ce qui marque le premier projet de Liz Flahive et Carly Mensch dans le cadre de leur nouvel accord global avec le service,. La bande annonce est publiée le 24 mars suivant,.

### Attribution des rôles
Nicole Kidman, Cynthia Erivo, Merritt Wever et Alison Brie sont annoncées à la distribution le 2 mars 2021, suivies de Betty Gilpin, Meera Syal, Fivel Stewart et Kara Hayward, en août 2021.

### Tournage
Le tournage s'est déroulé à Los Angeles en Californie, du 28 mai au 1er août 2021.

## Épisodes
1. Celle qui disparut (The Woman Who Disappeared)
2. Celle qui mangeait les photos (The Woman Who Ate Photographs)
3. Celle qui trônait sur une étagère (The Woman Who Was Kept on a Shelf)
4. Celle qui avait des morsures sur la peau (The Woman Who Found Bite Marks on Her Skin)
5. Celle qui rencontrâtes un vilain petit canard (The Woman Who Was Fed By a Duck)
6. Celle qui résolut son propre meurtre (The Woman Who Solved Her Own Murder)
7. Celle qui rapporta son mari (The Woman Who Returned Her Husband)
8. Celle qui aimait les chevaux (The Girl Who Loved Horses)